# Capilla de Nuestra Señora de Lourdes (Santurce)
La Capilla Nuestra Señora de Lourdes es una capilla histórica localizada en el sector Miramar de Santurce, Puerto Rico. Su distintiva arquitectura lleva un estilo gótico. La capilla fue diseñada por el arquitecto checo Antonin Nechodoma, y fue construida en 1908.

## Historia
El terreno donde está ubicada la capilla fue adquirido en 1906, y la primera piedra se colocó en 1907. El diseño de la misma fue hecho por el arquitecto checo Antonin Nechodoma. La capilla abrió sus puertas en 1908.
Inicialmente, la capilla fue usada por la Iglesia Metodista Episcopal. Luego de eso, fue ocupada por la Unión Church. El 17 de febrero de 1959, los dueños Pedro Santiago y Catalina Mejía de Santiago le otorgaron el edificio como obsequio a la Arquidiócesis de San Juan de la Iglesia católica.
Debido a su arquitectura única y naturaleza histórica, la capilla fue incluida en el Registro Nacional de Lugares Históricos el 25 de septiembre de 1984.

### Restauración
Para el 1982, la capilla estaba abandonada y deteriorada. La Sra. Elba Armstrong, de la Asociación de Lourdes, comenzó una iniciativa para restaurar la capilla. Junto a miembros de la asociación, el proyecto alcanzó un costo de $24,300. Armstrong trabajó el proyecto con el arquitecto Pablo Ojeda O'Neill, con la contribución de entidades privadas y gubernamentales.
En 1987, las 24 ventanas de vitrales fueron restauradas con una donación de $13,500 de la Fundación Angel Ramos. Desde el 1990 al 1991, se reemplazaron porciones del techo que contenían asbesto, con una aportación de $10,000 del Senado de Puerto Rico y $5,000 de Angel Ramos.
En 1992, los vitrales de Jesús y los Niños y del Espíritu Santo fueron restaurados con una donación de Esso. Los marcos de las ventanas fueron reconstruidos. En 1993 se restauró el piso del altar con pisos en madera nuevos, idénticos a los originales. Esto se logró con una donación de $19,000 del Comité Puertorriqueño del Quinto Centenario del Descubrimiento de Puerto Rico. Se consiguió un mosaico similar al del salón principal y se instaló en la nave lateral, la sacristía, y el baño.
Los muebles y las puertas de la sacristía fueron diseñadas por el arquitecto Ojeda, y construidas en caoba. La campana se construyó en España.

## Arquitectura
La estructura de la capilla tiene un campanario con cuatro gárgolas que sirven de desagüe para el agua de lluvia. La torre tiene unos arcos dobles con unos ángulos leves. La fachada principal tiene una ventana de vitral con una más pequeña arriba. Una cruz celta en el pináculo de la iglesia. Las ventanas laterales también tienen vitrales. El interior es simple con terminaciones en madera. La capilla tiene solo una nave central con un techo a dos aguas.